# Deleu
Luiz Carlos Santos, przydomek Deleu (ur. 1 marca 1984 w Penedo) – brazylijski i polski piłkarz występujący na pozycji prawego obrońcy, od 2021 roku zawodnik i trener Jaguara Gdańsk.

## Przebieg kariery
Wychowanek SC Penedense.
1 stycznia 2006 roku trafił z Associação Atlética Coruripe do Sport Club Corinthians Alagoano. Następnie 1 lipca 2006 roku został zawodnikiem Associação Desportiva Confiança. 1 stycznia 2007 roku podpisał kontrakt z Clube Náutico Capibaribe. Zadebiutował tam 3 maja 2007 roku w meczu przeciwko Atlético Mineiro, przegranym 2:1. Łącznie rozegrał 13 meczów. 1 stycznia 2008 roku został zawodnikiem Centro Sportivo Alagoano, zaś 1 lipca tego samego roku Ceará Sporting Club. 1 stycznia 2009 roku przyszedł do Mirassol Futebol Clube, a 1 lipca tego samego roku zmienił klub na Treze Futebol Clube. Nie pozostał tam długo, bo 1 września 2009 roku trafił do Clube Atlético Metropolitano. 
13 lipca 2010 roku podpisał dwuletni kontrakt z Lechią Gdańsk. Zadebiutował w niej 8 sierpnia 2010 roku w meczu przeciwko Ruchowi Chorzów, zremisowanym bezbramkowo. Pierwszą asystę zaliczył 2 grudnia 2010 roku w meczu przeciwko Legii Warszawa, wygranym 0:3. Deleu asystował przy bramce na 0:3 w 90. minucie. Pierwszą bramkę strzelił 2 grudnia 2011 roku w meczu przeciwko Zagłębiu Lublin, zremisowanym 2:2. Deleu trafił w 52. minucie. Łącznie w Lechii rozegrał 98 ligowych meczów, strzelił 3 bramki i zanotował 10 asyst. 
5 sierpnia 2014 podpisał dwuletni kontrakt z Cracovią. W zespole z Krakowa zadebiutował 8 sierpnia 2014 roku w meczu przeciwko Koronie Kielce, wygranym 2:1. Pierwszą bramkę strzelił 23 sierpnia w meczu przeciwko Podbeskidziu Bielsko-Biała, przegranym 1:3. Deleu strzelił gola w 60. minucie spotkania. Pierwszą asystę zaliczył 10 maja 2015 roku w meczu przeciwko GKS Bełchatów, zremisowanym 1:1. Deleu asystował przy bramce Erika Jendriseka w 13. minucie. Łącznie w Cracovii rozegrał 80 ligowych meczów, w których strzelił 3 gole i sześciokrotnie asystował. W marcu 2017 otrzymał polskie obywatelstwo. 
17 lutego 2018 podpisał półroczną umowę z Miedzią Legnica, w której zadebiutował w drugim zespole, 10 marca 2018 roku w meczu przeciwko Skrze Częstochowa, wygranym 3:1. W pierwszym zespole rozegrał jeden mecz, 4 maja 2015 roku wszedł na ostatnie 5 minut meczu z GKS Tychy, przegranym 1:0. W Miedzi łącznie (wliczając to pierwszy i drugi zespół) rozegrał 9 meczów.
6 listopada 2018 roku podpisał kontrakt z Chojniczanką Chojnice. Po raz pierwszy wystąpił w niej 20 lipca 2018 roku w meczu przeciwko Sandecji Nowy Sącz, zremisowanym 3:3. Łącznie rozegrał 7 meczów.
4 lipca 2019 roku przeniósł się do Bytovii Bytów. Zadebiutował w niej 27 lipca 2019 roku w meczu przeciwko Elanie Toruń, przegranym 2:1. Pierwszą asystę zaliczył 29 września 2019 roku w meczu przeciwko Górnikowi Łęczna, wygranym 2:1. Deleu asystował w 26. minucie. Łącznie rozegrał 48 ligowych meczów i czterokrotnie asystował.
13 stycznia 2021 roku  rozwiązał kontrakt z Bytovią i został zawodnikiem Jaguara Gdańsk. Jednocześnie podjął pracę trenera juniorów w klubowej akademii.